# Charles Nolin
Pour les articles homonymes, voir Nolin.
Charles Nolin (1837 - 28 janvier 1907) était un fermier et politicien métis du Canada, essentiellement connu pour son opposition à la rébellion du Nord-Ouest en 1885.
Nolin commence par soutenir Louis Riel dans sa décision de prendre les armes contre le Gouvernement du Canada pour défendre les droits des Métis, mais finit par changer de bord au fur et à mesure des prises de positions hérétiques de Riel. S'opposant à Riel en 1870, il le déserte en 1885: son témoignage est central dans la condamnation à mort du chef métis.
Il se présente au poste de représentant du district de Batoche à l'élection générale de 1891 dans les Territoires du Nord-Ouest, élection qu'il perdra et où lui et ses partisans seront accusés de fraude et corruption.